# Hódmezővásárhelyi Népkert
Hódmezővásárhelyi Népkert (węg. Hódmezővásárhelyi Népkert megállóhely) – przystanek kolejowy w miejscowości Hódmezővásárhely, w komitacie Csongrád, na Węgrzech. 
Znajduje się na linii 130 Szolnok – Hódmezővásárhely – Makó i 135 Szeged – Békéscsaba. Obsługuje wyłącznie pociągi regionalne. 

## Linie kolejowe
- Linia 130 Szolnok – Hódmezővásárhely – Makó
- Linia 135 Szeged – Békéscsaba